# Input-outputanalyse
Input-outputanalyse is een simpele macro-economische rekenmethode om verbanden tussen productie en een aantal economische verschijnselen te beschrijven. Die verschijnselen zijn bijvoorbeeld: werkgelegenheid, invoer, energieverbruik, allerlei vormen van milieuverontreiniging en dergelijke. De techniek is ontwikkeld door Wassily Leontief. In de input-outputanalyse worden lineaire verbanden tussen productie en intermediair verbruik verondersteld.

## De methode
Het uitgangspunt van de rekenmethode is de Input-Outputtabel. Van deze tabel wordt de intermediaire matrix genomen, waarbij de rijen de leveringen door de diverse bedrijfsklassen representeren en de kolommen het verbruik door de bedrijfsklassen. De matrix is aldus vierkant. De kolommen worden vervolgens gedeeld door de waarde van de totale productie van de betreffende bedrijfsklasse. Daarmee krijgen de cellen een waarde die tussen 0 en 1 in ligt. De aldus verkregen matrix is die van de inputcoëfficiënten, aangeduid met het symbool A.
Wanneer de matrix A vermenigvuldigd wordt met de kolomvector van de totale productie t, krijgen we het totaal van de intermediaire leveringen. Tellen we bij de intermediaire leveringen de kolomvector van de finale leveringen y op, dan krijgen we weer de kolomvector van de totale productie t:
A t + y = t
Dit kan herleid worden tot
y = (I – A) t
of wel
(I – A)−1 y = t
Hierbij wordt de matrix (I – A)−1 de Leontiefinverse genoemd en de elementen daarvan de gecumuleerde inputcoëfficiënten of vaker technische coëfficiënten. Het zijn de multipliers die aangeven hoeveel de productie moet stijgen bij een toename van de vraag met een eenheid.
De finale vraag is opgebouwd uit verschillende componenten. Vervangt men de vector y door de vector x van de export, dan krijgt men de gecumuleerde productie die samenhangt met de export, inclusief de leveringen aan de exporterende bedrijven:
(I – A)−1 x
Met de productie hangen een aantal verschijnselen samen, zoals invoer van goederen of diensten. Weet men per bedrijfsklasse de hoeveelheid arbeid per eenheid product, dan hoeft men de gecumuleerde productie te vermenigvuldigen met de rijvector mT van de invoer per eenheid productie (het symbool T staat hier voor transponeren van een vector). Zo wordt de invoer Mx die samenhangt met de export verkregen door
Mx = mT (I – A)−1 x
waarmee inzicht wordt verkregen in het belang van een bedrijfsklasse voor de betalingsbalans. In plaats van de invoer, kan men vectoren die andere verschijnselen beschrijven substitueren.
In het geval van energieverbruik doet zich daarbij de complicatie voor dat er bedrijfsklassen zijn die energiedragers van de ene naar de andere omzetten, zoals aardolieraffinaderijen en elektriciteitsproducenten. Om hiermee om te gaan dienen ingrepen in de rekentechniek plaats te vinden.

## Machtreeks
De Leontief-inverse kan ook geschreven worden in een reeksontwikkeling
(I – A)−1 = I + A + A2 + A3 + …
Deze machttermen beschrijven de voorgaande productiestappen in een economie. In die zin lijkt de machtreeks op een Markov-keten. De termen mogen echter niet als opeenvolgende stappen met een vaste tijd beschouwd worden, omdat een productiestap per bedrijfsklassen sterk uiteenlopende hoeveelheden tijd vergen.

## Voor- en nadelen
Een voordeel van input-outputanalyse is dat de techniek uiterst simpel is. Een groot nadeel betreft de assumptie van lineariteit, zodat geen rekening wordt gehouden met schaalvoordelen en voorwaartse effecten. Ter verduidelijking een voorbeeld van een voorwaarts effect: als de veehouderij tot een hogere melkproductie komt, leidt dat waarschijnlijk tot een hogere productie door de melkindustrie. In de input-outputanalyse wordt daar geen rekening mee gehouden, maar de rekentechniek kan er wel voor worden aangepast. Een probleem bij de input-outputanalyse is dat bijproducten en nevenactiviteiten van bedrijven de vastgelegde relaties kunnen aantasten met onjuiste productieverbanden.

## Problemen
Bij diverse analyses ontstaat het probleem dat er belangrijke productiestappen in het buitenland plaatsvinden, zonder dat er in het binnenland een equivalente bedrijfsklasse bestaat. Denk hierbij aan de teelt van tropische producten, diverse vormen van mijnbouw of het lanceren van satellieten. Om hiermee om te gaan, dient men voor relevante studies de Input-Outputtabel uit te breiden met delen van beschrijvingen van buitenlandse productiestructuren.
Om op basis van input-outputanalyse enigszins betrouwbare resultaten te bekomen, dient men een economie op te delen in een groot aantal bedrijfsklassen. Voor een economie als die van Nederland is een opdeling in 500 bedrijfsklassen over het algemeen gewenst. Dit leidt dan tot het probleem dat er onvoldoende informatie over de productieafhankelijkheden beschikbaar is. Voor grotere economieën als de Amerikaanse zijn meer dan 1000 bedrijfsklassen gewenst.

## Outputcoëfficiënten
Input-outputanalyse is volledig gebaseerd op inputcoëfficiënten. In principe is het ook mogelijk om studies met outputcoëfficiënten te verrichten. Met name in combinatie met de reeksontwikkeling. Op deze wijze kan inzicht worden verkregen in de positie van een bedrijfsklasse in de totale productieketen, bijvoorbeeld of een bedrijfsklasse aan het begin van een productieketen staat, het midden of het eind staat van een lange productieketen; of tegelijkertijd aan het begin en het eind in een korte productieketen.